# Benediktinski priorat Silverstream
Benediktinski priorat Silverstream (engl. Silverstream Priory) rimokatolički je samostan u Stamullenu, okrug Meath, Irska, osnovan 2012. godine. Samostan je samostalni dijecezanski samostan benediktinaca trajnog klanjanja.
Mark Daniel Kirby (r. 1952.) utemeljitelj je te prvi poglavar priorata do svoje ostavke 2020. godine. Od ožujka 2023. vlč. Basil Mary McCabe bio je njegov prior.

## Povijest
Povijest zajednice započela je u Oklahomi 2007. godine, kada je biskup Edward James Slattery iz biskupije Tulsa pozvao Marka Daniela Kirbyja, tada cistercitskog redovnika, da osnuje samostan s misijom molitve za svećenike. Godine 2009., koju je papa Benedikt XVI. proglasio svećeničkom godinom, biskup je svečano otvorio zajednicu pod naslovom Samostan Gospe od Cenakula. Godine 2011. poplava u Tulsi učinila je rezidenciju zajednice nenastanjivom, a fra Kirby je dobio dopuštenje biskupa Slatteryja da preseli zajednicu.
U jesen 2011. godine biskup Michael Smith pozvao je redovnike da se presele u biskupiju Meath. U ožujku 2012. godine zajednica se preselila u bivšu vjersku kuću u selu Stamullen u okrugu Meath. Naziv priorat Silverstream usvojili su po tamošnjem lokalnom geografskom imenu.
Dana 25. veljače 2017. zajednica je dosegla prekretnicu službenim odobrenjem njezinih konstitucija od strane Svete Stolice, što je dovelo do kanonske uspostave »benediktinskih redovnika stalnoga klanjanja« kao samostanske ustanove posvećenog života u biskupiji Meath. Priorat Silverstream je prvi samostan u tamošnjem okrugu osnovan nakon nasilnoga dokidanja svih samostana u Engleskoj, Walesu i Irskoj i prisvajanja njihove imovine od engleskoga kralja Henrika VIII. od 1536. do 1541. godine.

## Život
Samostan stavlja poseban naglasak na euharistijsko klanjanje za posvećenje katoličkih svećenika. Redovnici slave tradicionalnu benediktinsku liturgiju (Božanska služba i misa) u obliku prije Drugoga vatikanskog sabora, na latinskom jeziku i uz pjevanje gregorijanskih napjeva. 
Od 2022. godine samostan broji 17 članova, od kojih su tri svećenika.

## Prioratske zgrade
Zgradu samostana izvorno je sagradila obitelj Preston (Vikonti Gormanston) 1843. godine. Od 1941. do 1955. u njoj su živjela braća bolničari Svetog Ivana od Boga, koji su 1952. sagradili crkvu nazvanu u čast svete Terezije od Lisieuxa. U kući su od 1955. do 2010. boravile kontemplativne redovnice Reda Pohođenja Marijina. Godine 2018. nekadašnja crkva pretvorena je u krilo za novicijat samostana.[nedostaje izvor]

## Vanjske poveznice
- Službena stranica
- Weblog Doma Marka Kirbyja Vultus Christi